# OTT Airlines
OTT Airlines war eine chinesische Fluggesellschaft mit Sitz in Shanghai.

## Geschichte
OTT Airlines wurde 2020 gegründet. Die Fluggesellschaft ist eine Tochtergesellschaft der China Eastern Airlines. Am 28. Dezember 2020 absolvierte die Airline ihren Jungfernflug von Shanghai nach Peking. 2021 soll OTT Airlines die erste Fluggesellschaft weltweit werden, die die Comac C919 betreibt.
Am 30. August wurden die beiden Embraer ERJ-135 in VIP-Konfiguration an China Eastern Airlines übertragen, von welcher sie weiter an Avcon Jet gingen.
Anfang September 2024 wurde die Integration in China Eastern Airlines bekannt gegeben. Am 22. September 2024 wurden die verbliebenen 24 Comac C909-700 auf China Eastern Airlines übertragen.

## Flugziele
Die Fluggesellschaft flog nationale Ziele an.

## Flotte
Mit Stand Oktober 2023 bestand die Flotte der OTT Airlines aus 19 Flugzeugen mit einem Durchschnittsalter von 3,0 Jahren:
| Flugzeugtyp     | Anzahl | bestellt | Anmerkungen | Sitzplätze | Durchschnittsalter (Oktober 2023) |
| --------------- | ------ | -------- | ----------- | ---------- | --------------------------------- |
| Comac C909-700  | 17     | 2        |             | 90         | 2,2 Jahre                         |
| Comac C919      |        | 1        |             | − offen −  |                                   |
| Embraer ERJ-135 | 02     |          |             | VIP        | 10,1 Jahre                        |
| Gesamt          | 19     | 3        |             |            | 3,0 Jahre                         |

Zum Zeitpunkt der Betriebseinstellung im September 2024 bestand die Flotte der OTT Airlines aus 24 Comac C909-700.